# Ginette Reno
Pour les articles homonymes, voir Reno et Reno.
Ginette Reno, de son vrai nom, Ginette Raynault, est une chanteuse et actrice québécoise née le 28 avril 1946 à Montréal.

## Biographie
Elle débute très tôt sa carrière dans les cabarets montréalais du début des années 1960, notamment au Café de l'Est, au Casa Loma et au Café Provincial. C'est d'ailleurs au Café de l'Est où se déroule le concours Les Découvertes de Jean Simon que ce dernier s'offre à la guider dans le monde du cabaret et du music-hall. Après quelques mois de rodage et de formation musicale, la voici qui enregistre ses premières chansons.
À 18 ans, elle reçoit le titre de découverte féminine de l'année au Gala des artistes du Québec. Par la suite, elle se produit en Angleterre, aux États-Unis et en France. Elle se produit sur les plus grandes scènes du Québec, dont la Place des Arts. Elle enregistre rapidement plusieurs disques dans les années 1960 dont un au cabaret Casa Loma en 1966.
Le début des années 1990 marque son entrée dans le monde du cinéma avec le film Léolo de Jean-Claude Lauzon. Elle a aussi tenu le rôle de Laura Cadieux dans le film C't'à ton tour, Laura Cadieux et aussi dans Laura Cadieux... la suite ces deux films ont été réalisés par Denise Filiatrault, ces deux films sont adaptés d'une pièce écrite par Michel Tremblay.
Cette chanteuse de renom a marqué le Québec en interprétant la chanson de Jean-Pierre Ferland Un peu plus haut un peu plus loin devant 250 000 personnes réunies sur le Mont Royal pour célébrer la Fête nationale du Québec en 1975. Près de 33 ans plus tard, elle interprète cette même chanson en duo avec Céline Dion sur les Plaines d'Abraham devant une foule tout aussi nombreuse, le vendredi 22 août 2008 en soirée .
Sa production de disques est phénoménale, presque un album par an entre 1962 et l'an 2000, parfois plus. Chacun de ceux-ci est bien accueilli, certains obtenant un grand succès populaire. On retient parmi les plus grandes chansons de Ginette Reno les titres suivants : « Roger » et « J'aime Guy » en 1963, « La dernière valse » en 1969, « Aimez-le si fort » en 1971, « Dans la vie, tout s'arrange » en 1973, « Des croissants de soleil » en 1974, « La vie » et « À ma manière » en 1977, « Toi le poète », « J'ai besoin d'un ami », « Ça va mieux », « Tu es là » et « Je ne suis qu'une chanson »  en 1979, « Quand on se donne »  et « Rouge » en 1981, « Un homme ça tient chaud » et « J'ai besoin de parler » en 1983, « Paris Québec » et « De plus en plus fragile » en 1985, « Ma fille »  en 1986, « Ceux qui s'en vont » et « La deuxième voix »  en 1988, « L'essentiel », « Remixer ma vie » et « Y'a des enfants » en 1991, et « Galaxies », « L'hymne à l'amour de l'an deux mille » et « Laissez-moi rev'nir sur terre » en 1996. De plus, en duo avec Jean-Pierre Ferland, elle obtient un très gros succès avec la chanson « T'es mon amour, t'es ma maîtresse » en 1975, deux ans après avoir connu un autre succès en duo cette fois-ci avec l'animateur Jacques Boulanger, « Le sable et la mer ». Au fil des ans, Ginette Reno va travailler avec plusieurs auteurs et compositeurs, dont Jean Robitaille, Lee Gagnon, Diane Juster, Luc Plamondon, Michel Jourdan, Francis Lai et Jean-Jacques Lafon.
En 1985, elle participe à une association Care France en compagnie de nombreuses chanteuses françaises. Elles chanteront « La chanson de la vie ».
Elle est officière de l'Ordre du Canada depuis 1981. Elle a reçu trois fois le prix de la meilleure chanteuse canadienne de l'année au Junos (1969, 1971 et 1972). En 1980, elle reçoit trois prix Félix dans les catégories interprète de l'année, album populaire de l'année et album le plus vendu de l'année (soulignant la vente de 350 000 copies de Je ne suis qu'une chanson). Elle est Chevalier de l'Ordre national du Québec depuis 2004.
En 2000, elle chante avec Jean-Pierre Ferland au mariage du motard René « Balloune » Charlebois, membre des Hells Angels, ce qui suscite la controverse. 
Après quelques années d'une présence plus discrète, Ginette Reno lance un nouvel album ("Fais-moi la tendresse") le 24 mars 2009 avec son fils Pascalin à la réalisation. Elle s'entoure de paroliers français dont Michel Jourdan, Didier Barbelivien, Gérard Layani ainsi que de la parolière québécoise Martine Pratte qui lui signe une chanson relatant sa vie : « J'ai soixante-deux ans ». Le 29 mars 2009, Ginette se voit décerner un disque d'or pour son dernier opus, cinq jours après sa mise sur le marché et, plus tard, un disque double platine pour ce même album. La chanteuse part ensuite en tournée, demeurant 45 soirs à l'affiche de la Salle Pierre-Mercure, à Montréal. Au printemps 2011, elle revient avec un nouvel album intitulé « La musique en moi », écrit et composé notamment par Didier Barbelivien et Diane Juster. En 2013, elle repart en tournée intitulée Chanter pour toi ce soir où elle interprétera la plupart de ses nombreux succès après dix ans sans avoir tourné.
Le 29 janvier 2014, Ginette Reno est victime d'une crise cardiaque alors qu'elle séjourne en Floride. Elle est rapidement hospitalisée et réussit à s'en rétablir.
Durant ce même hiver et après l'approbation de son médecin, elle interprète l'hymne du Canada à chaque partie de hockey des Canadiens de Montréal lors des séries éliminatoires 2014 ayant lieu au Centre Bell. L'équipe gagnant à chacune de ses trois prestations, Ginette Reno est spontanément élue porte-bonheur de l’équipe des Canadiens de Montréal.
La chanteuse effectue un retour sur disque à l'automne 2018 en publiant l'album À jamais.
En 2021, elle annonce sur la plateforme numérique Facebook qu'elle a été hospitalisée en raison d'un malaise.
En 2022, Ginette Reno est revenue au cinéma avec Les 12 travaux d'Imelda de Martin Villeneuve, aux côtés de Robert Lepage et Michel Barrette, un long métrage dans lequel elle personnifie Simone, la grand-mère maternelle de Martin et Denis Villeneuve, et ennemie de toujours d'Imelda.
Toujours en 2022, Ginette Reno donne sa voix à la mamie de Katak dans le film d'animation québécois Katak, le brave béluga, sorti en février 2023.
Le 27 avril 2022, elle est nommée chevalière de la Légion d'honneur. Elle reçoit cette distinction à Montréal, distinction qu'elle doit à la ferveur de ses admirateurs français.
En 2023, elle célèbre plus de 60 ans de carrière en sortant l'autobiographie Ginette et l'album C'est tout Moi. Elle interprète des chansons signées Claude Gauthier, Félix Gray et Lambert mais également s'implique dans la composition de deux chansons avec l'aide de Christian Marc Gendron et Rick Allison. Parmi les 14 chansons de l'album, on retrouve une reprise de L'Envie d'aimer chantée à l'origine par le chanteur français Daniel Lévi pour la comédie musicale Les Dix Commandements.

## Discographie

### Albums
- 1962 : Ginette Reno
- 1964 : Formidable !
- 1965 : En amour
- 1966 : Le Monde de Ginette Reno
- 1967 : Quelqu'un à aimer
- 1969 : Ginette Reno
- 1969 : Ginette Reno (deuxième album Ginette Reno de 1969)
- 1969 : Ginette Reno (troisième album Ginette Reno de 1969)
- 1970 : (en) Beautiful Second Hand Man
- 1971 : (en) Touching Me Touching You
- 1971 : Aimez-le si fort
- 1973 : Ombre et Soleil
- 1974 : Aimons-nous
- 1977 : Ce que j'ai de plus beau
- 1979 : (en) Trying to Find a Way
- 1979 : Je ne suis qu'une chanson
- 1981 : Quand on se donne
- 1983 : Ginette Reno
- 1984 : J'ai besoin de parler
- 1985 : Ginette Reno
- 1986 : Paris-Québec
- 1987 : Ginette Reno - Michel Legrand
- 1988 : Ne m'en veux pas
- 1991 : L'Essentiel
- 1995 : Versions Reno
- 1997 : La Chanteuse
- 1998 : (en) Love Is All
- 2009 : Fais-moi la tendresse
- 2011 : La Musique en moi
- 2018 : À jamais
- 2023 : C'est tout Moi

### Albums de Noël
- 1967 : Joyeux Noël
- 2000 : Un Grand Noël d'amour
- 2002 : (en) The First Noel

### Albums en concert
- 1966 : En spectacle au Casa Loma
- 1969 : Ginette Reno à la Comédie canadienne '69
- 1971 : À la Comédie canadienne
- 1974 : En direct de la Place des Arts
- 1982 : Ginette Reno en concert
- 1986 : Si ça vous chante / De plus en plus fragile
- 1993 : Ginette Reno en concert
- 1999 : Un peu plus haut - le nouveau spectacle

### Compilations
- 1968 : Les Grands Succès d'une vedette
- 1975 : (en) The Best of Ginette Reno
- 1977 : Les Grands Succès volume 1
- 1984 : Souvenirs tendres
- 1990 : Ma vie en chansons - Mes plus grands succès
- 2000 : Juke-Box vacances (Compilation de divers artistes)
- 2004 : Mademoiselle Reno (Coffret 1)
- 2004 : Moi c'est Ginette (Coffret 2)
- 2004 : Les Grands Soirs (Coffret 3)
- 2004 : (en) Vocally Yours (Coffret 4)

### Participations et duos
- 1985 : La Chanson de la vie (collectif) (Bibie, Milva, Vivian Reed, Ginette Reno, Nicole Croisille, Sheila, Claire d'Asta, Julie Pietri, Marie-Christine Barrault, Alice Dona, Michèle Torr, Rika Zaraï, Jeane Manson, Marie-Paule Belle, Isabelle Mayereau, Stone, Maria d'Apparecida, Mylène Farmer, Barbara, Dorothée, Linda De Suza, Marie Myriam, Nathalie Lermitte, Isabelle Aubret, Nicoletta, Jane Birkin et Catherine Lara)
- 1986 : La Pure Vérité : No More Wasting Away - La Pure Vérité (collectif) (Claude Dubois, Mark Holmes, Carole Pope, Kim Mitchell, Ginette Reno & Martine St-Clair)
- 1993 : Nodéja (Nodéja) : Comment aimer (duo)
- 2002 : J'ai besoin d'un ange (Michel de Montigny) : À deux (duo)
- 2007 : Quand le country dit bonjour : Un jour à la fois
- 2008 : Duos de la tendresse (Dan Bigras) : Lettre d'un vieux guerrier (duo)
- 2009 : Nos stars célèbrent le jazz à Montréal : The Lady Is a Tramp
- 2009 : Après nous (Marc Hervieux) : Quand on se donne (duo)
- 2011 : Rouge FM : Rouge (collectif)
- 2011 : Avoir autant écrit (Roger Tabra) : Mon ange
- 2011 : L'Avenir entre nous (Maxime Landry) : Des soleils par millions (duo)
- 2012 : Depuis qu'elle est partie (Dalida) : Pour en arriver là
- 2012 : Une autre vie (Claude Barzotti) : Est-ce qu'on s'aime encore (duo)
- 2013 : Chico and the Gypsies : Ne m'en veux pas (duo)
- 2013 : Album de famille : Toujours petite (avec Lily-Rose, sa petite-fille)
- 2015 : Où serons-nous demain (avec Paul Daraîche)

### Singles
- 2020 : Ça va bien aller

## Filmographie

### Cinéma
- 1992 : Léolo de Jean-Claude Lauzon : Mère
- 1998 : C't'à ton tour, Laura Cadieux de Denise Filiatrault : Laura Cadieux
- 1999 : Laura Cadieux... la suite de Denise Filiatrault : Laura Cadieux
- 2003 : Mambo Italiano d'Émile Gaudreault : Maria Barberini
- 2006 : Le Secret de ma mère de Ghyslaine Côté : Blanche
- 2022 : Les 12 travaux d'Imelda de Martin Villeneuve : Simone
- 2022 : Katak, le brave béluga : la grand-mère

### Télévision
- 1994 : Les Jumelles Dionne de Christian Duguay : Madame Legros
- 1996 : Innocence de Alain Chartrand
- 1998 : Une voix en or de Patrick Volson : Louise Dawson
- 2008 : Taxi 0-22 de Patrick Huard : Ginette Reno
- 2014 : La Théorie du K.O. de Stéphane Lapointe : Claude
- 2024 : Ginette Reno, plus qu'une chanson : Entrevue animé par André Robitaille

## Distinctions

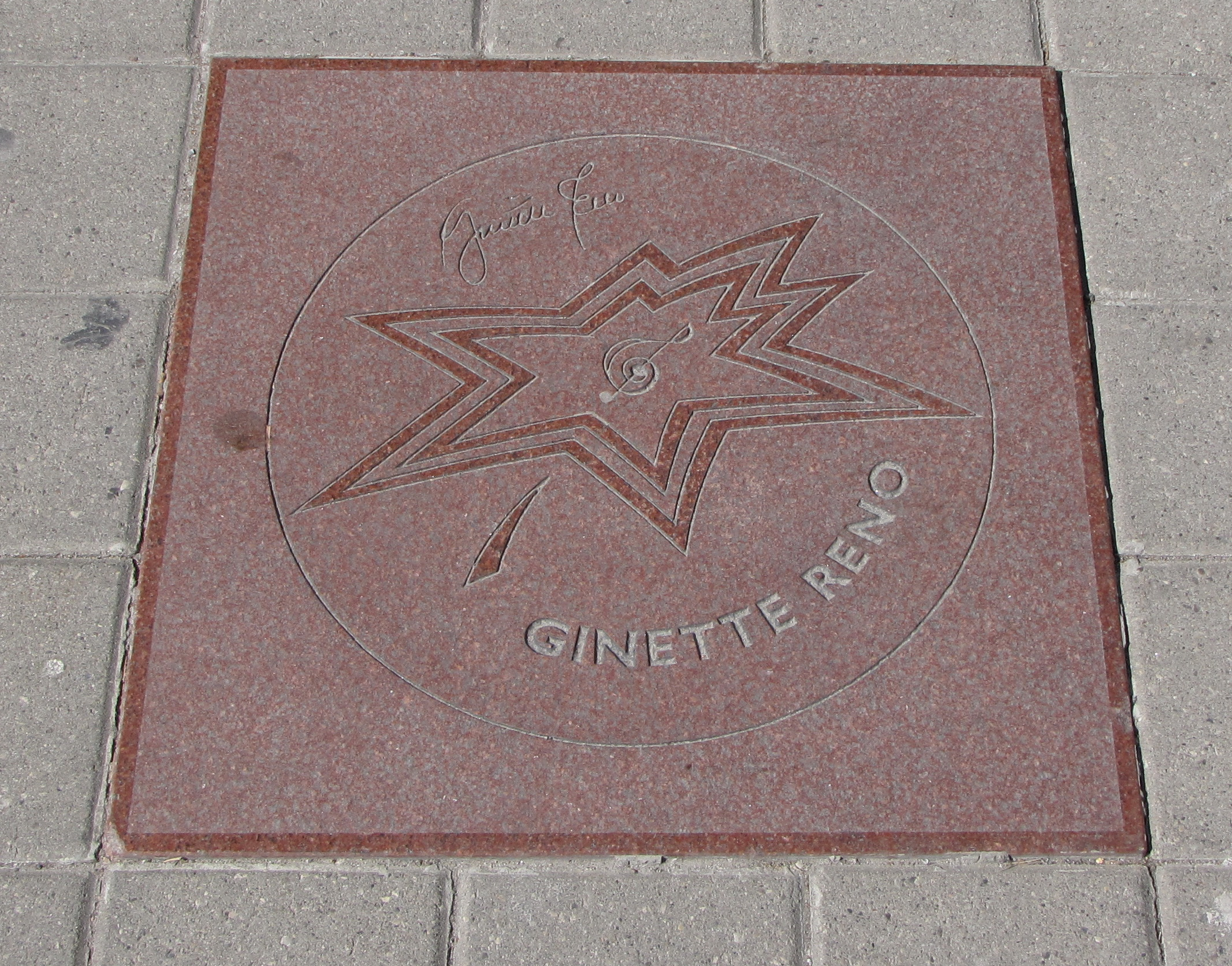
Sur l'Allée des célébrités canadiennes

### Gala de l'ADISQ

#### artistique
| Année | Catégorie                                                                        | Pour                                                         | Lauréat/Nomination |
| ----- | -------------------------------------------------------------------------------- | ------------------------------------------------------------ | ------------------ |
| 1979  | interprète féminine de l'année                                                   | Ginette Reno                                                 | nomination         |
| 1980  | interprète féminine de l'année                                                   | Ginette Reno                                                 | lauréat            |
| 1980  | microsillon de l'année - populaire                                               | Je ne suis qu'une chanson                                    | lauréat            |
| 1980  | microsillon le plus vendu                                                        | Je ne suis qu'une chanson                                    | lauréat            |
| 1980  | spectacle de l'année                                                             | Je ne suis qu'une chanson                                    | nomination         |
| 1981  | chanson de l'année                                                               | Quand on se donne (avec Jean-Pierre Ferland et Alain Noreau) | nomination         |
| 1981  | interprète féminine de l'année                                                   | Ginette Reno                                                 | nomination         |
| 1981  | microsillon de l'année - populaire                                               | Quand on se donne                                            | nomination         |
| 1984  | artiste s'étant le plus illustré hors-Québec                                     | Ginette Reno                                                 | nomination         |
| 1984  | microsillon de l'année - populaire                                               | Ginette Reno                                                 | nomination         |
| 1985  | chanson de l'année                                                               | C'est beaucoup mieux comme ça                                | nomination         |
| 1985  | interprète féminine de l'année                                                   | Ginette Reno                                                 | nomination         |
| 1985  | microsillon de l'année                                                           | Souvenirs tendres                                            | nomination         |
| 1986  | interprète féminine de l'année                                                   | Ginette Reno                                                 | nomination         |
| 1986  | microsillon de l'année - pop                                                     | Ginette Reno                                                 | nomination         |
| 1987  | artiste québécois s'étant le plus illustré hors du Québec marché francophone     | Ginette Reno                                                 | nomination         |
| 1987  | interprète féminine de l'année                                                   | Ginette Reno                                                 | nomination         |
| 1987  | microsillon de l'année - jazz                                                    | Ginette Reno - Michel Legrand (avec Michel Legrand)          | nomination         |
| 1988  | microsillon de l'année - populaire                                               | Si ça vous chante                                            | nomination         |
| 1989  | interprète féminine de l'année                                                   | Ginette Reno                                                 | nomination         |
| 1989  | microsillon de l'année - populaire                                               | Ne m'en veux pas                                             | lauréat            |
| 1989  | microsillon le plus vendu                                                        | Ne m'en veux pas                                             | lauréat            |
| 1989  | spectacle de l'année - populaire                                                 | La prochaine fois qu'j'aurai vingt ans                       | lauréat            |
| 1992  | album de l'année - populaire                                                     | L'essentiel                                                  | lauréat            |
| 1992  | interprète féminine de l'année                                                   | Ginette Reno                                                 | nomination         |
| 1992  | spectacle de l'année - interprète                                                | L'essentiel... la suite                                      | lauréat            |
| 1994  | album de l'année - populaire                                                     | Ginette Reno en concert                                      | nomination         |
| 1995  | prix hommage                                                                     | Ginette Reno                                                 | lauréat            |
| 1996  | album de l'année - meilleur vendeur                                              | La chanteuse                                                 | nomination         |
| 1996  | album de l'année - populaire                                                     | La chanteuse                                                 | lauréat            |
| 1996  | chanson populaire de l'année                                                     | Laissez-moi rev'nir sur terre                                | nomination         |
| 1996  | interprète féminine de l'année                                                   | Ginette Reno                                                 | nomination         |
| 1996  | spectacle de l'année - interprète                                                | La chanteuse                                                 | nomination         |
| 1998  | album de l'année - meilleur vendeur                                              | Version Reno                                                 | nomination         |
| 1998  | album de l'année - populaire                                                     | Version Reno                                                 | nomination         |
| 1999  | artiste québécois s'étant le plus illustré dans une autre langue que le français | Ginette Reno                                                 | nomination         |
| 2001  | album de l'année - meilleur vendeur                                              | Un grand noël d'amour                                        | nomination         |
| 2001  | album de l'année - populaire                                                     | Un grand noël d'amour                                        | nomination         |
| 2001  | interprète féminine de l'année                                                   | Ginette Reno                                                 | nomination         |
| 2003  | interprète féminine de l'année                                                   | Ginette Reno                                                 | nomination         |
| 2003  | spectacle de l'année - interprète                                                | Ginette en 3 temps - la jeunesse                             | nomination         |
| 2009  | album de l'année - meilleur vendeur                                              | Fais-moi la tendresse                                        | lauréat            |
| 2009  | album de l'année - populaire                                                     | Fais-moi la tendresse                                        | lauréat            |
| 2009  | chanson populaire de l'année                                                     | Fais-moi la tendresse                                        | lauréat            |
| 2009  | interprète féminine de l'année                                                   | Ginette Reno                                                 | lauréat            |
| 2010  | interprète féminine de l'année                                                   | Ginette Reno                                                 | nomination         |
| 2010  | spectacle de l'année - interprète                                                | Pour que tu m'aimes                                          | nomination         |
| 2011  | album de l'année - meilleur vendeur                                              | La musique en moi                                            | lauréat            |
| 2011  | album de l'année - pop                                                           | La musique en moi                                            | lauréat            |
| 2011  | interprète féminine de l'année                                                   | Ginette Reno                                                 | nomination         |
| 2019  | album de l'année - adulte contemporain                                           | À jamais                                                     | lauréat            |
| 2019  | album de l'année - meilleur vendeur                                              | À jamais                                                     | lauréat            |
| 2019  | interprète féminine de l'année                                                   | Ginette Reno                                                 | nomination         |
| 2023  | album de l'année - adulte contemporain                                           | C'est tout moi                                               | lauréat            |
| 2023  | album de l'année - succès populaire                                              | C'est tout moi                                               | lauréat            |
| 2023  | artiste féminine de l'année                                                      | Ginette Reno                                                 | nomination         |

#### industrie
| Année | Catégorie                                   | Pour                                                                             | Lauréat/Nomination |
| ----- | ------------------------------------------- | -------------------------------------------------------------------------------- | ------------------ |
| 1980  | scripteur de l'année - spectacle            | Ginette Reno (avec Roger Watier)                                                 | nomination         |
| 1994  | émission de télévision de l'année - chanson | Gala de clôture - festival international de jazz de Montréal (avec Oliver Jones) | lauréat            |
| 1996  | émission de télévision de l'année - chanson | Reno                                                                             | nomination         |

### Festival du Disque
| Année | Catégorie                                | Pour         | Lauréat/Nomination |
| ----- | ---------------------------------------- | ------------ | ------------------ |
| 1968  | chanteuse la plus populaire              | Ginette Reno | lauréat            |
| 1968  | chanteuse ayant vendu le plus de disques | Ginette Reno | lauréat            |
| 1968  | meilleur microsillon de l'année          | ?            | lauréat            |
| 1969  | chanteuse ayant vendu le plus de disques | Ginette Reno | lauréat            |

### Prix Juno[47]
| Année | Catégorie                        | Pour                  | Lauréat/Nomination |
| ----- | -------------------------------- | --------------------- | ------------------ |
| 1970  | meilleure interprète féminine    | Ginette Reno          | lauréat            |
| 1972  | performance de l'année - féminin | Ginette Reno          | lauréat            |
| 1973  | performance de l'année - féminin | Ginette Reno          | lauréat            |
| 1998  | album francophone le plus vendu  | Version Reno          | nomination         |
| 1999  | meilleure interprète féminine    | Ginette Reno          | nomination         |
| 2001  | album francophone le plus vendu  | Un grand noël d'amour | lauréat            |
| 2010  | prix Juno du choix du public     | Ginette Reno          | nomination         |
| 2012  | prix Juno du choix du public     | Ginette Reno          | nomination         |

### Gala Meritas
| Année | Catégorie                      | Pour         | Lauréat/Nomination |
| ----- | ------------------------------ | ------------ | ------------------ |
| 1964  | Découverte féminine de l'année | Ginette Reno | lauréat            |
| 1968  | Miss radio-télévision          | Ginette Reno | lauréat            |
| 1969  | Trophée Rolande-Desormeaux     | Ginette Reno | lauréat            |

### Gala Québec Cinéma
| Année | Catégorie         | Pour                          | Résultat   |
| ----- | ----------------- | ----------------------------- | ---------- |
| 1999  | meilleure actrice | C't'à ton tour, Laura Cadieux | nomination |
| 2000  | meilleure actrice | Laura Cadieux... la suite     | nomination |
| 2004  | meilleure actrice | Mambo Italiano                | nomination |
| 2007  | meilleure actrice | Le Secret de ma mère          | nomination |

### Prix MetroStar
| Année | Catégorie                   | Pour                    | Lauréat/Nomination |
| ----- | --------------------------- | ----------------------- | ------------------ |
| 1986  | chanteuse de l'année        | Ginette Reno            | nomination         |
| 1986  | chanson de l'année          | De plus en plus fragile | nomination         |
| 1987  | chanteuse de l'année        | Ginette Reno            | lauréat            |
| 1987  | La MetroStar 87             | Ginette Reno            | lauréat            |
| 1988  | chanteuse de l'année        | Ginette Reno            | lauréat            |
| 1988  | La MetroStar 88             | Ginette Reno            | lauréat            |
| 2005  | Le MetroStar spécial 20 ans | Ginette Reno            | nomination         |

### Autres distinctions
- 1968 : Prix spécial au MIDEM
- 1970 : chanteuse de l'année par la revue RPM
- 1972 : Prix or et argent au Yamaha Music Festival
- 1980 : Rose d'or au Salon de la femme
- 1989 : Trophée hommage au Salon de la femme
- 1999 : Prix du Gouverneur général pour les arts du spectacle[48]
- 2000 : Allée des célébrités canadiennes[49]
- 2011 : Grand prix spécial des Amériques au Festival des films du monde de Montréal
- 2017 : Médaille d'honneur de l'Assemblée nationale du Québec[50]
- 2023 : Prix hommage au Gala SOCAN[51]

#### Décorations
- Chevalière de l'Ordre national de la Légion d'honneur (2022)
- Chevalière de l'Ordre national du Québec (2004)
- Officière de l'Ordre du Canada (1982)